# Australoïde

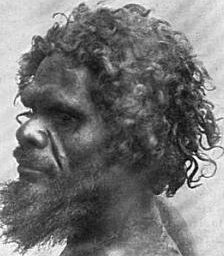
Homme australoïde du Mid North, en Australie-Méridionale

Le terme australoïde désigne un ensemble de populations humaines assez diverses d'Océanie et d'Asie du Sud-Est, dans les classifications anthropologiques et ethnologiques des XIXe et XXe siècles. Elles sont caractérisées par un mode de vie souvent demeuré ancestral et une couleur de peau sombre, entre autres caractères morphologiques, qui les distinguent des populations voisines. Il s'agit de populations aux langues très divergentes, mais dont on présume une origine commune très ancienne, issue de la première vague de peuplement de l'Asie du Sud et de l'Océanie par Homo sapiens, il y a environ 55 000 ans.

## Historique du terme
Les classifications anthropologiques des XIXe et XXe siècles distinguaient plusieurs races humaines sur la base des traits phénotypiques, notamment caucasoïde, négroïde, mongoloïde et australoïde. Le type veddoïde (d'après les Veddas du Sri Lanka) désignait quant à lui de manière plus précise les populations d'Asie du Sud ayant une affinité australoïde. Cette classification a toutefois été brouillée par les échanges génétiques entre différentes populations d'Asie au cours des millénaires récents. Les populations australoïdes ont fait l'objet de nombreuses études génétiques pour mieux comprendre l'histoire des migrations humaines.

## Les populations désignées comme australoïdes

### Dans le sous-continent indien

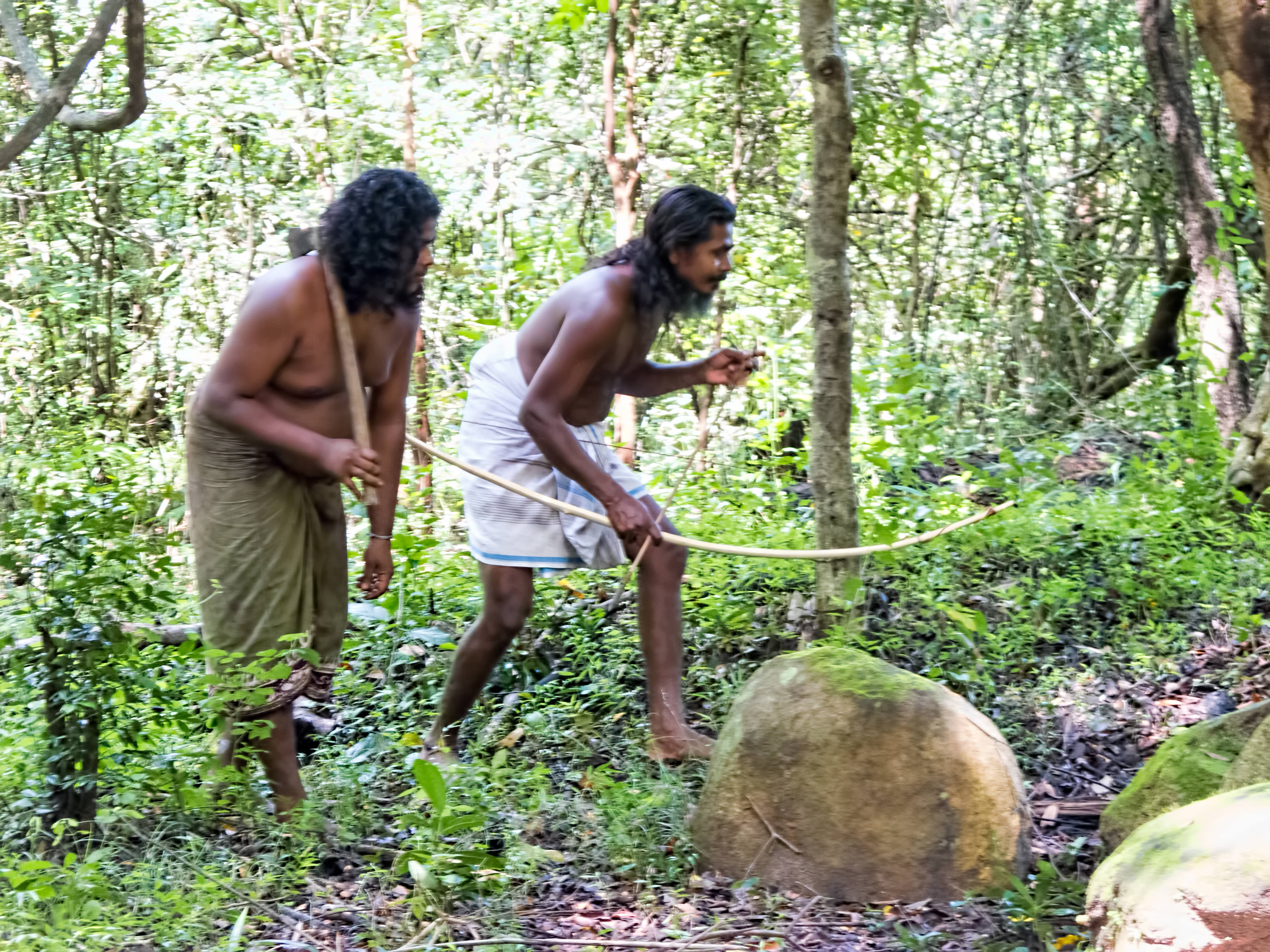
Des Vedda du Sri Lanka

Les populations proto-australoïdes d'Inde, ayant plus tard adopté des langues dravidiennes, sont présentes dans tout le sous-continent indien, mais sont plus nombreuses dans le Sud de l'Inde. Elles sont considérées comme les populations autochtones les plus anciennes du sous-continent et auraient été autrefois plus répandues vers le Nord. Ces populations sont aujourd'hui en grande partie mélangées avec des populations d'autres types physiques arrivées plus tardivement, et ce de façon de plus en plus forte en remontant vers le Nord. Aujourd'hui minoritaires dans leurs territoires, elles constitueraient le fond le plus ancien de la population actuelle du sous-continent indien. Ces tribus ont des modes de vie, des cultures et des langues variés. Leurs caractéristiques physiques varient régionalement en fonction des ethnies et comportent notamment une peau sombre. Les derniers chasseurs-cueilleurs proto-australoïdes jusqu'à il y a peu, les Vedda du Sri Lanka, sont considérés comme les plus typiquement australoïdes, et ont donné leur nom au type veddoïde dans les anciennes classifications anthropologiques, pour les distinguer d'autres populations australoïdes d'Asie du Sud-Est comme les Négritos.

### Les populations Négritos d'Asie du Sud-Est

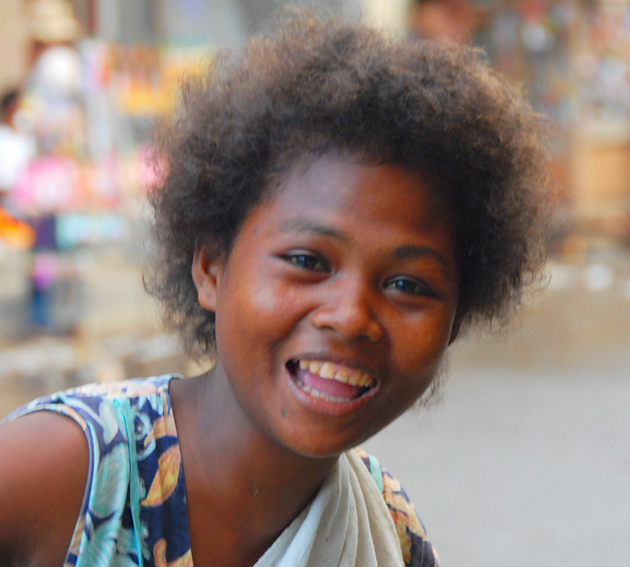
Jeune femme ati des Philippines

Les Négritos désignent un ensemble de petites populations dispersées et variées d'Asie du Sud-Est qui se caractérisent par une petite stature, une peau sombre et des cheveux crépus, et un mode de vie généralement ancestral. Ces populations sont très différentes des autres populations asiatiques démographiquement bien plus nombreuses qui les entourent. Étant très anciennement séparées, elles ne partagent pas de cultures ni de langues apparentées. Ces populations sont notamment les Négritos des îles Andaman, les Négritos de la péninsule Malaise appelés Orang Asli, et les Négritos des Philippines tels que les Aetas (île de Luçon), Ati (île de Panay), Batak, Agta, Sambal, Mamanwa..., soit au moins 25 groupes des Philippines.

### Les populations aborigènes d'Océanie

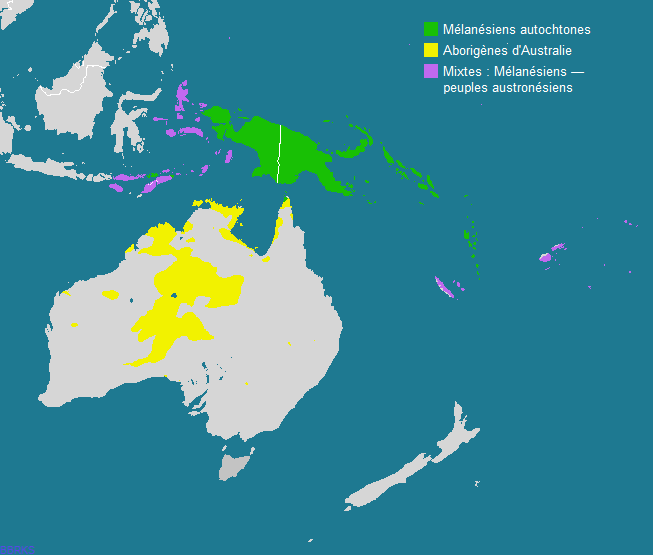
Territoires où les populations australo-mélanésiennes sont majoritaires.

Il s'agit notamment des Aborigènes d'Australie, des Papous de Nouvelle-Guinée et des Mélanésiens habitants des iles du Pacifique regroupées sous le nom de Mélanésie, c'est-à-dire habitées par des populations à la peau sombre.

## Génétique
Les populations australoïdes sont issues de la dernière sortie d'Afrique d'Homo sapiens et de la première vague de peuplement de l'Asie du Sud et de l’Océanie, il y a environ 55 000 ans. Elles étaient autrefois répandues dans toute l'Asie du Sud avant que d'autres populations asiatiques plus tardives les remplacent ou les absorbent, hormis dans quelques zones refuges et en Océanie.

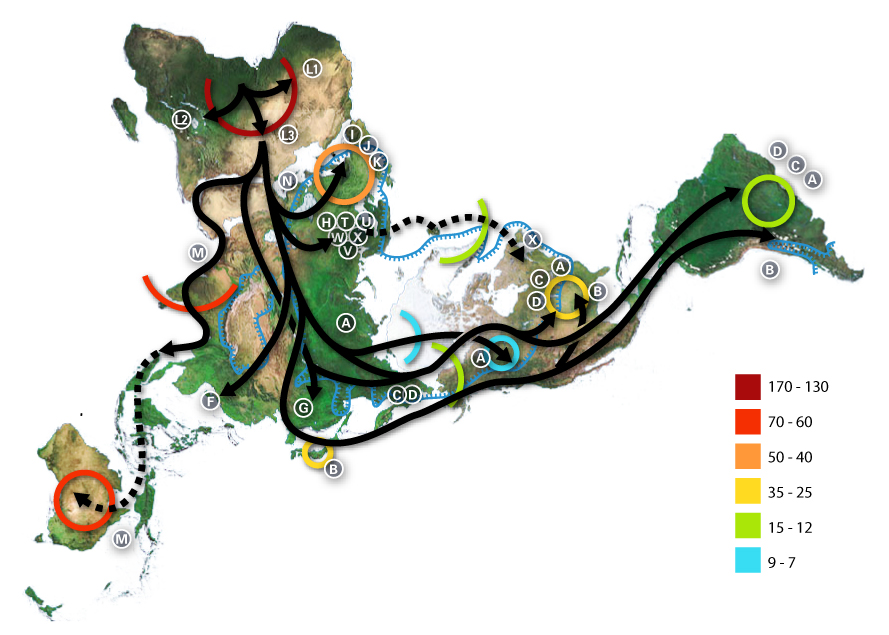
Un des modèles d'expansion humaine reposant sur l'ADN mitochondrial, montrant une branche australe très ancienne parmi les routes d'expansion.

Les analyses génétiques montrent qu'au-delà de leur ressemblance physique très partielle, les différents groupes ne sont apparentés que de façon très ancienne. Presque chaque groupe possède un ensemble génétique très homogène d'ADN mitochondrial qui le caractérise, indice d'un isolement des lignées féminines. Leur ADN mitochondrial est donc plus ou moins significatif pour les étudier.
L'haplogroupe M (ADNmt) et ses sous-clades sont considérés comme l'un des principaux marqueurs de la dernière sortie d'Afrique. Il est de nos jours fortement présent depuis le Sud de l'Arabie jusqu'à l'Océanie, avec de fortes concentrations dans le sous-continent indien.
Les Andamanais semblent être la population humaine la plus isolée génétiquement de toutes celles vivant actuellement en Asie. Les études de l'ADN mitochondrial montrent néanmoins que les Andamanais sont plus proches des autres populations asiatiques que des Africains modernes.
À la suite de la découverte en 2010 de l'Homme de Denisova, une ancienne espèce humaine apparentée à l'Homme de Néandertal, grâce au séquençage du génome d'une phalange d'enfant trouvée dans la grotte de Denisova, située dans l'Altaï et occupée jusqu'au Paléolithique supérieur, on a montré que les populations aborigènes d'Océanie, à savoir les Aborigènes australiens, les Papous de Nouvelle-Guinée et les Mélanésiens, présentent, par hybridation lors de leur migration depuis l'Asie du Sud-Est vers l'Océanie, une proportion de 3 à 5 % de gènes d'origine dénisovienne (moyenne de 4,8 % chez les mélanésiens), ce qui les distingue nettement des autres populations humaines,,.
Selon une étude publiée en 2015, la population actuelle de l'Inde pourrait être en grande partie issue d'un mélange assez récent, datant de quelques millénaires seulement, entre une ancienne population autochtone de l'Inde qui était relativement proche génétiquement des Onges des îles Andaman, et d'une population eurasienne de l'ouest originaire des environs du Caucase, arrivée plus tardivement par le nord-ouest de l'Inde. Dans le mélange, les populations du sud de l'Inde sont restées un peu plus proches des Andamanais, tandis que les populations du nord de l'Inde sont plus proches des Eurasiens de l'ouest.
Une autre étude publiée en 2015 a montré que le peuplement de l'Amérique au Paléolithique supérieur se serait produit en deux grandes étapes, avec une première vague de population apparentée aux Australoïdes (les Onges des îles Andaman, les Papous de Nouvelle-Guinée, les Negritos Mamanwa des Philippines et les Aborigènes d'Australie). Ces premières populations américaines auraient ensuite été remplacées dans toute l'Amérique par de nouvelles populations issues du nord de l'Eurasie qui sont les ancêtres des Amérindiens actuels. Certaines tribus amérindiennes actuelles conservent cependant une faible part génétique qui semble d'origine australoïde, en particulier en Amazonie, mais aussi dans une moindre mesure parmi les populations des îles Aléoutiennes, laissant supposer que cette première vague de peuplement américain serait passée comme la suivante par la Béringie. Aucun fossile humain génétiquement identifié comme australoïde n'a toutefois encore été trouvé en Amérique.